# باتريشيا غريس
باتريشيا غريس (بالإنجليزية: Patricia Grace)‏‏ (17 أغسطس 1937 في ويلينغتون - ) كاتِبة، وروائية، وكاتبة للأطفال، وكاتبة قصص قصيرة من نيوزيلندا.

## الجوائز
- جائزة نيوستاد الدولية للأدب

## روابط خارجية
- باتريشيا غريس على موقع الموسوعة البريطانية (الإنجليزية)